# Adolf Senglaub
Adolf Senglaub (geboren 11. März 1873 in Stuttgart; gestorben nach 1945) war ein deutscher Maler.

## Leben
Senglaub besuchte von 1891 bis 1902 die Stuttgarter Kunstakademie, wo er – neben Theodor Lauxmann und Heinrich Seufferheld – zum engeren Schülerkreis von Friedrich Keller zählte.
Er war als Kunstlehrer (Studienrat) in Stuttgart tätig.
Er schuf Werke im Stil des Impressionismus und des Jugendstils.
Zu den Schülerinnen Senglaubs zählte die später in New York lebende Malerin Hildgard Rath.

## Bekannte Werke
- Wandgemälde  Einzug Herzog Ulrichs mit seiner Gemahlin Sabina in Heidenheim im Hohen Bürgersaal des Alten Rathauses in Heidenheim an der Brenz, 1909[7]

## Archivalien
Archivalien von und über Adolf Senglaub finden sich
- im Landesarchiv Baden-Württemberg, Abteilung Staatsarchiv Ludwigsburg
  - E 203 I Bü 3690 Personalakte 1915-1938
  - F 215 a Bü 495 Datei/Kartei der Stuttgarter Passakten >> S (1932)[8]
  - EL 902/20 Bü 17830 Spruchkammer 37 – Stuttgart: Verfahrensakten[9]